# ヘリテージ財団
ヘリテージ財団（ヘリテージざいだん、英語: Heritage Foundation）は、1973年に設立された、アメリカ合衆国ワシントンD.C.に本部を置く保守系シンクタンク。企業の自由、小さな政府、個人の自由、伝統的な米国の価値観、国防の強化などを掲げ、米国政府の政策決定に大きな影響力を持つ。ヘリテージ財団の活動はこれまでのシンクタンクの概念を変化させた。
1973年にメロン財閥の一員でピッツバーグ・トリビューン・レビュー紙のオーナーとなったリチャード・メロン・スケイフとクアーズ経営者のジョゼフ・クアーズの出資により設立され、保守活動家のポール・ウェイリッチが初代代表となった。1974年以降は共和党の政策委員会顧問やフィリップ・クレーン下院議員のスタッフ経験もあるエドウィン・フュルナーが総裁を務めている。
2001年まで、公共政策に関する保守系月刊誌『ポリシー・レビュー』を発行していた。2001年以降、同誌の発行はフーバー研究所に引継がれた。
ヘリテージ財団は「2025年大統領移行プロジェクト」としても知られるプロジェクト2025を主導し、大統領のイデオロギーに沿った政府職員の任命、妊娠中絶へのアクセス制限、LGBTQ+の人々の権利の抑圧、連邦政府機関の政治的目的のための大幅な再編成、厳格な移民政策の実施などを含む、広範な領域に及ぶ計画を提言した。2024年9月、ニューヨーク・タイムズは、ヘリテージ財団が2024年アメリカ合衆国大統領選挙キャンペーン中に、市民権を持たない人間たちが投票しているという虚偽の主張を行う欺瞞的なビデオを制作しており、大きな脅威をもたらしていると報じた。

## 沿革と主な提言

### 指導者のための指図書
ヘリテージ財団は1981年に出した政策分析『指導者のための指図書』(Mandate for Leadership) により、その存在が広く知られるようになった。それは政策提言のあり方を変えるものだった。1000ページ強からなる指図書はレーガン政権下で連邦政府の省庁の各部局や多くの機関の政務官に配布され、政策、予算、政権運営などで特に重視された。

### 冷戦との関わり
ヘリテージ財団は、1980年代から1990年代前半にかけてのレーガン・ドクトリンの主要な立案者かつ支援者だった。米国政府はこれによりアフガニスタン、アンゴラ、カンボジア、ニカラグアなどで反共主義を掲げて公然、非公然諸々の介入を行い抵抗運動を支援した。また冷戦の期間中全世界的に反共主義を支援した。
ヘリテージ財団の外交政策分析者はその活動を研究に限定せず、むしろ、アンゴラでのアンゴラ全面独立民族同盟 (UNITA) への兵器供与、カンボジア、ニカラグア、モザンビーク民族抵抗運動への支援、イラン・コントラ事件での資金提供など、政治的あるいは軍事的な支援を反政府勢力や東側諸国とソ連における反体制派に与えるための工作に力を注いだ。
財団はソ連が「悪の帝国」であるとして、単なる封じ込めではなく、その敗北を現実的な外交政策目標としたレーガン大統領の信念を実現させるように支援した。また、ヘリテージ財団はレーガンの掲げた弾道ミサイルに対する「戦略防衛構想」の立案においても重要な役割を果たした。
- スチュアート・バトラー

### 自由市場と国内政策
経済面ではヘリテージ財団はサプライサイド経済学を提唱し、レーガノミクスと呼ばれる現象が起こった。また国際的にはウォールストリート・ジャーナルと共同で毎年世界各国の財産権の政府からの自由の度合いを示すとされる経済自由度指数を公表している。指数の指標として、政府の汚職、貿易障壁、所得税とその税率、歳出、法の支配、契約の履行率、規制による負担、銀行規制、労働法規、闇市場の活動などを用いているとされる。
- 米国のユネスコ脱退を主張、実現。

1994年下院少数派院内幹事ニュート・ギングリッチらはヘリテージ財団の助言を元に選挙公約として「アメリカとの契約」(Contract with America) と題した文書を発表し、共和党の下院議員候補の多くが署名した。世論調査などによれば米国市民の大半はその内容を知らなかったが、保守派の結集により共和党が40年ぶりに勝利を収めた。これを受けてギングリッチらは公約の実現を図り、民主党中道左派であった当時のクリントン政権にほぼ受け入れられた。

### 気候変動懐疑論
ヘリテージ財団は気候変動を重大な危機ではないと考え、京都議定書に反対している。プロジェクト2025では、バイデン政権のインフレ抑制法やアメリカ海洋大気庁などの気候変動に関する政策、省庁を廃止し、化石燃料の利用を支援する意向を示している。

### ウィキペディア編集者の個人情報暴露計画
フォワードが報じた漏洩文書によると、ヘリテージ財団は英語版ウィキペディアで反ユダヤ主義的な編集を繰り返すユーザーの個人情報を特定し、追跡する計画を立てている。計画についてスレート_(オンラインマガジン)は、中国共産党支持派のユーザーが香港のユーザーに対して用いた脅迫戦術を想起させると述べている。

## 方針の影響
それまでの学者や下野中の政治家が分厚い研究書を発行するといったシンクタンクと違い、ヘリテージ財団は忙しい政治家たちに仕事中に読めるような「ブリーフケーステスト」と呼んだ短い方針文を送りつけた。ヘリテージは政策を纏めて売込むやり方の開拓者であった。この方法はヘリテージの成功以降ワシントンのシンクタンクの活動の主要な部分を占めるようになった。これらによりヘリテージは米国で最も影響力のあるシンクタンクの1つと考えられている。
設立から30年余りながら、ヘリテージはワシントンのシンクタンク中でも強い地位を得ている。同様の保守系シンクタンクにアメリカンエンタープライズ研究所やケイトー研究所がある。対抗するリベラル系のシンクタンクにはブルッキングス研究所やアメリカ進歩センターがある。ヘリテージは政策への影響力を強めるためにその本部をアメリカ合衆国議会の置かれているキャピトル・ヒルのエイトストーリー・ビルに置いている。
ヘリテージに関係する人物には米国の実業界や政府などで主要な地位を占めてきたリチャード・V・アレン、ポール・ブレマー、イレーン・チャオ、ローレンス・ディ・リタ、マイケル・ジョンズ、ジョン・リーマン、エドウィン・ミーズなどが含まれる。

## 財政支援
ヘリテージ財団は法的にはロビー団体でなく、米内国歳入法501条(c)(3) の規定の「慈善等の活動を行う団体」として認められており、これにより税の免除を受け、また2004年度の総計では2970万ドルに上る個人や企業などからの寄付を集めている。資金提供の中心は他の保守系財団と個人の寄付であり、1995年度では31の財団から850万ドル、123人の個人から260万ドルが納められた。

### 個人的支援と寄付
1973年の創設当時にはジョゼフ・クアーズが25万ドルを提供した他、リチャード・メロン・スケイフや石油事業家だったエドワード・ノーブル、アムウェイ創業者の一人ジェイ・ヴァン・アンデルなど億万長者からの出資を受けた。またブラッドレー財団、オリン財団、スケイフ財団などの個人的に主宰されている財団からも資金援助を受けている。

### 大企業
ヘリテージはチェース・マンハッタン銀行、ダウケミカル、フォード、ゼネラルモーターズ、モービル、P&G、グラクソ・スミスクラインなど100近くの大企業からも継続的な長期の寄付を受けている。

### アジアからの支援と関係
海外からも多くの寄付を集めてきた中で、ヘリテージは韓国と台湾からも毎年数十万ドルを継続して受けるようになった。
1988年秋には韓国の国会で韓国の情報機関がヘリテージに220万ドルを提供していたとする秘密文書が公開されたが、財団側は否定した。1989年に『USニューズ&ワールド・レポート』誌はその中に統一協会の文鮮明のものも含まれていたと報じた。ヘリテージの近年の年次報告書ではサムスンから40万ドルが提供されたことが判っている。また韓国政府からの金が別の財団を通じて過去3年間で約100万ドル提供された。
ヘリテージの香港でのコンサルタント部門であるベル・ヘイブン・コンサルタンツは1997年にエドウィン・フュルナーとヘリテージのアジア専門のケン・シェファーにより設立され、マレーシアでの利権に興味を持つアレグザンダー・ストラテジー・グループなどのロビー団体に数百万ドルを提供してきた。ベル・ヘブンはフュルナーの妻リンダを雇い、事務所はヘリテージと共同である。

## 保守系組織に対する支援と関係
ヘリテージ財団は設立当初から自由アジアのためのアメリカ会議、クリスチャン・ボイス、シチズンズ・フォー・アメリカ、平和と自由センター（1990年以降はニクソン・ライブラリの一部）、自由アフガニスタン委員会、フリー・ザ・イーグル、米国公共政策調査センターなどの保守系の組織に資金、場所、運営などへの支援を受けてきた。